# Fibroblast
Fibroblást je celica veziva vretenaste ali zvezdaste oblike, z velikim, ovalnim, bledo barvajočim se jedrom, ki tvori zunajcelični matriks, in sicer proizvaja kolagenska, retikulinska in elastična vlakna ter proteoglikane.
Fibroblast in fibrocit sta različni pojavni obliki iste vrste celic. O fibroblastu govorimo, ko gre za aktivno obliko celice.

## Sklic
1. ↑  http://www.ncbi.nlm.nih.gov/books/NBK26889/, vpogled: 31. 8. 2016.
2. ↑  http://www.merriam-webster.com/dictionary/fibroblast, vpogled: 3. 8. 2016.
3. ↑  http://www.termania.net/slovarji/slovenski-medicinski-slovar/5515255/fibroblast?query=fibroblast&SearchIn=All&dictionaries=95, Slovenski medicinski e-slovar, vpogled:31. 8. 2016.
4. ↑  http://www.news-medical.net/health/What-are-Fibroblasts.aspx, vpogled: 31. 8. 2016.